# 4416 Ramses
4416 Ramses је астероид главног астероидног појаса са средњом удаљеношћу од Сунца која износи 2,153 астрономских јединица (АЈ).
Апсолутна магнитуда астероида је 15,3.